# Kosoř
Kosoř (en allemand : Kosorsch) est une commune du district de Prague-Ouest, dans la région de Bohême-Centrale, en République tchèque. Sa population s'élevait à 897 habitants en 2020.

## Géographie
Kosoř se trouve à 4 km au nord de Černošice et à 13 km au sud-ouest du centre de Prague.
La commune est limitée par Prague au nord et à l'est, par Černošice au sud, par Třebotov et Choteč à l'ouest, et par Ořech au nord-ouest.

## Histoire
La première mention écrite de la localité date de 1310.